# Alvin Ailey

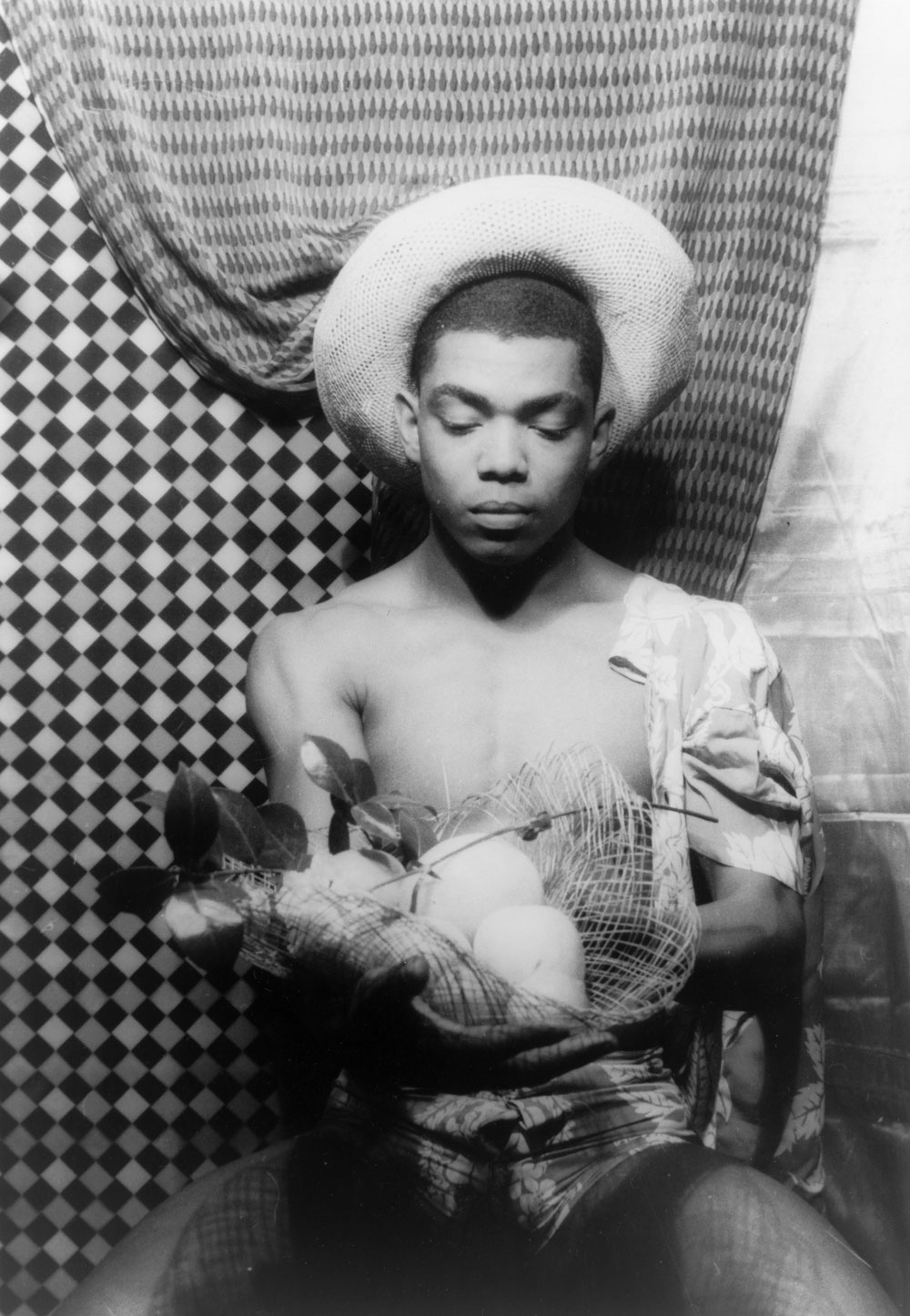
Alvin Ailey (1955)

Alvin Ailey (* 5. Januar 1931 in Rogers, Texas; † 1. Dezember 1989 in Manhattan, New York) war ein US-amerikanischer Tänzer und Choreograf.

## Leben
Alvin Ailey war ein afroamerikanischer Tänzer und Choreograf des Modern Dance. Er gründete das Alvin Ailey American Dance Theater.
Ailey wurde von seiner damals siebzehnjährigen Mutter, Lula Cooper, in Rogers, Texas, geboren. Früh schon entwickelte sich sein Interesse in Tanz. 1943 zog er mit seiner Mutter nach Los Angeles. Dort angekommen, begann er sofort Tanzunterricht bei der Choreografin Katherine Dunham zu nehmen und später auch bei Lester Horton. Parallel zu diesem Unterricht besuchte Ailey Collegekurse in romanischen Sprachen. Mehrmals war Ailey auch an der University of California at Los Angeles, am Los Angeles City College sowie an der University of California at Berkeley eingeschrieben. Er studierte die Texte von Autoren wie James Baldwin, Langston Hughes, und Carson McCullers. Dennoch war Ailey vor allem von den Choreografien Hortons begeistert. Diese basierten auf klassischen Theaterstücken, Bildern von Paul Klee, Gedichten von Garcia Lorca und der Musik von Duke Ellington und Igor Stravinsky sowie auf mexikanischen Belangen. Als Lester Horton schließlich 1953 starb, übernahm Ailey mit 22 Jahren dessen Nachfolge. Er wurde zum Direktor und Choreografen des Lester Horton Dance Theater. Innerhalb eines Jahres schuf er drei neue Werke für Hortons Kompanie: Creation of the World, According to St. Francis, sowie Mourning Morning.
Anfang Dezember 1989 starb Ailey mit 58 Jahren an den Folgen von AIDS.

## Das Alvin Ailey American Dance Theater

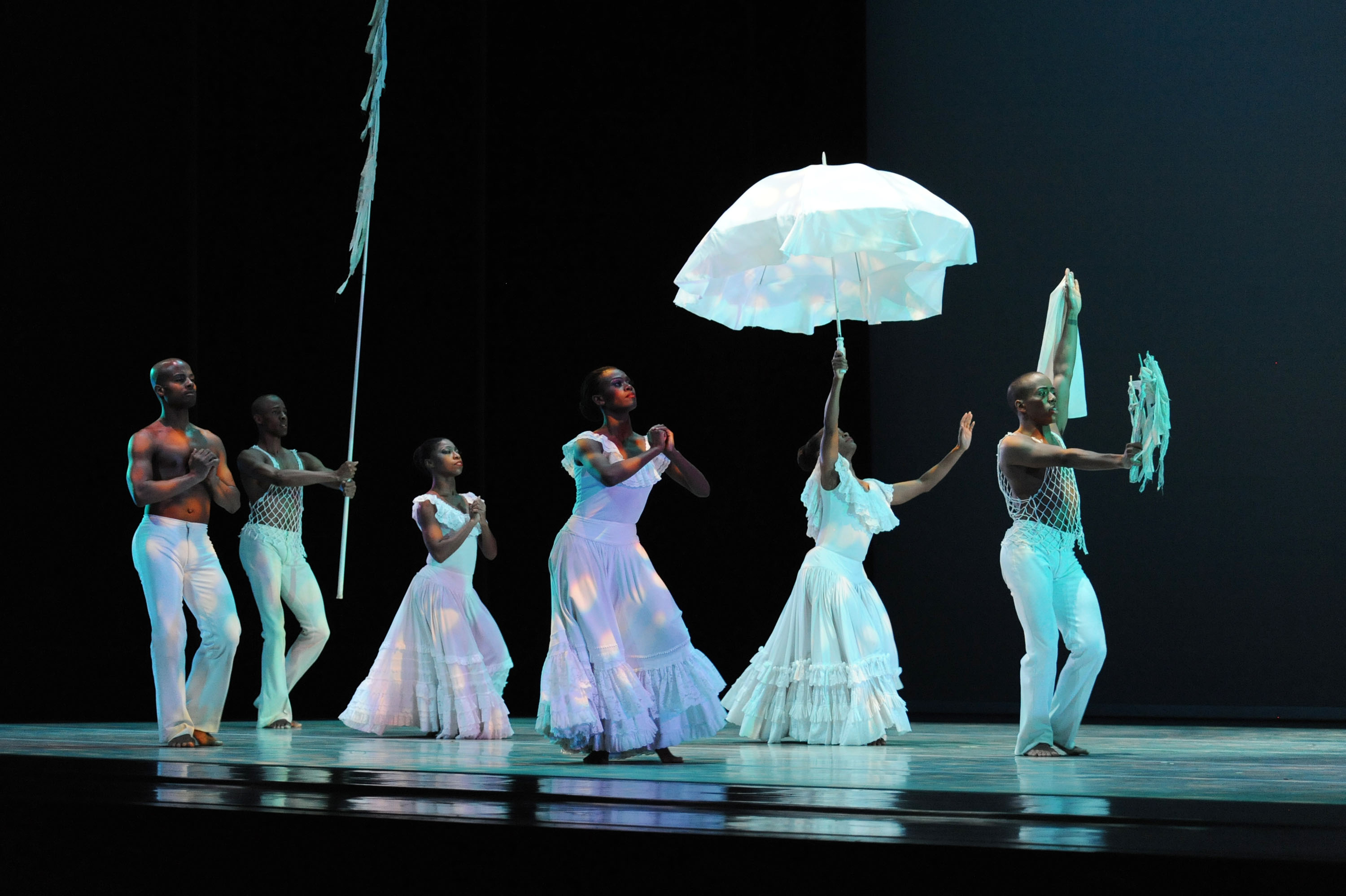
Revelations aufgeführt von Alvin Ailey American Dance Theatre, 2011

1958 gründete Ailey seine eigene Tanzkompanie, in der er hauptsächlich Afroamerikaner beschäftigte. Eine seiner wichtigsten Produktionen war Langston Hughes Jericho-Jim Crow (1964).
Durch die von den US-Behörden geförderten internationalen Tourneen des Alvin Ailey American Dance Theater wurde der Modern Dance auf der ganzen Welt beliebter. Ein Ergebnis dieser Tourneen war Aileys choreografisches Meisterwerk Revelations, basierend auf Aileys persönlichen Erfahrungen darüber, als Afroamerikaner im Süden aufzuwachsen. Das Stück gehört zu den bekanntesten und meistgesehenen modernen Choreografien.
Zu Aileys Schülern in New York gehörte Mitte der 1960er der Flamencotänzer Mario Maya.
Ailey wurde durch die Umbenennung der West 61st Street (zwischen der Amsterdam und Columbus Avenue in New York City) in „Alvin Ailey Way“ ein Denkmal gesetzt; zwischen 1989 und 2005 war hier auch das Alvin Ailey American Dance Theater angesiedelt, bis es in ein neueres und größeres Gebäude zwischen West 55th Street und der Ninth Avenue umzog. 1988 erhielt Ailey außerdem eine Ehrung im Kennedy Center. 2014 wurde Ailey posthum mit der Presidential Medal of Freedom ausgezeichnet.

## Rezeption

### Filmdokumentation
- Jamila Wignot: Ailey. 92 Minuten, USA, 2021.